# Blonde Movie

Blonde Movie (Hard Breakers) est une comédie érotique américaine réalisée en 2011 par Leah Sturges.

## Synopsis
Alexis et Lindsay, deux magnifiques blondes assomment et kidnappent des hommes afin de leur faire  l'amour... puis les virent.

## Fiche technique
- Titre original : Hard Breakers
- Titre français : Blonde Movie
- Réalisation : Leah Sturges
- Scenario : Leah Sturges et Elaine Fogg
- Musique : Andres Boulton
- Photographie : Robert Brinkmann
- Société de distribution : Libération freestyle
- Date de sortie :
  - États-Unis : 20 mai 2011
- Durée	: 98 minutes
- Pays de production :  États-Unis
- Langue : anglais

## Distribution
- Cameron Richardson : Alexis Bell
- Sophie Monk : Lindsay Greene
- Tia Carrere : Jodie, l'instructrice en arts martiaux
- Tom Arnold : Harold Bell, le père d'Alexis
- Chris Kattan : Hertz Waters
- Bobby Lee : Travis
- Mircea Monroe	: Sherri Sutter, la copine du père d'Alexis
- Jennifer Perry : Susie, la stripteaseuse

## Réception
- Le film a reçu une note de 14 % sur Rotten Tomatoes. Paul Schrodt de Slant Magazine a attribué au film deux étoiles sur quatre.